# Duitse bruggenhoofden in de Betuwe 1944
Na afloop van Operatie Market Garden op 26 september 1944 was de noordoever van de Rijn weer geheel in Duitse handen. In de Betuwe waren intussen de Britten gestationeerd. Al meteen nadat de Britse 1e Luchtlandingsdivisie teruggetrokken was, vestigden de Duitsers hun eerste bruggenhoofd over de Rijn, bij Randwijk. Dit bruggenhoofd werd al na enkele dagen door de Britten geëlimineerd. De volgende poging kwam op 2 oktober, als onderdeel van meerdere Duitse offensieven in de Betuwe, maar nu meer westelijk bij Driel. Hier hield de Duitse Kampfgruppe Oelkers gedurende meer dan een week een klein bruggenhoofd bezet rond steenfabriek de Korevaar. Maar ook die moest terugtrekken.

## Randwijk

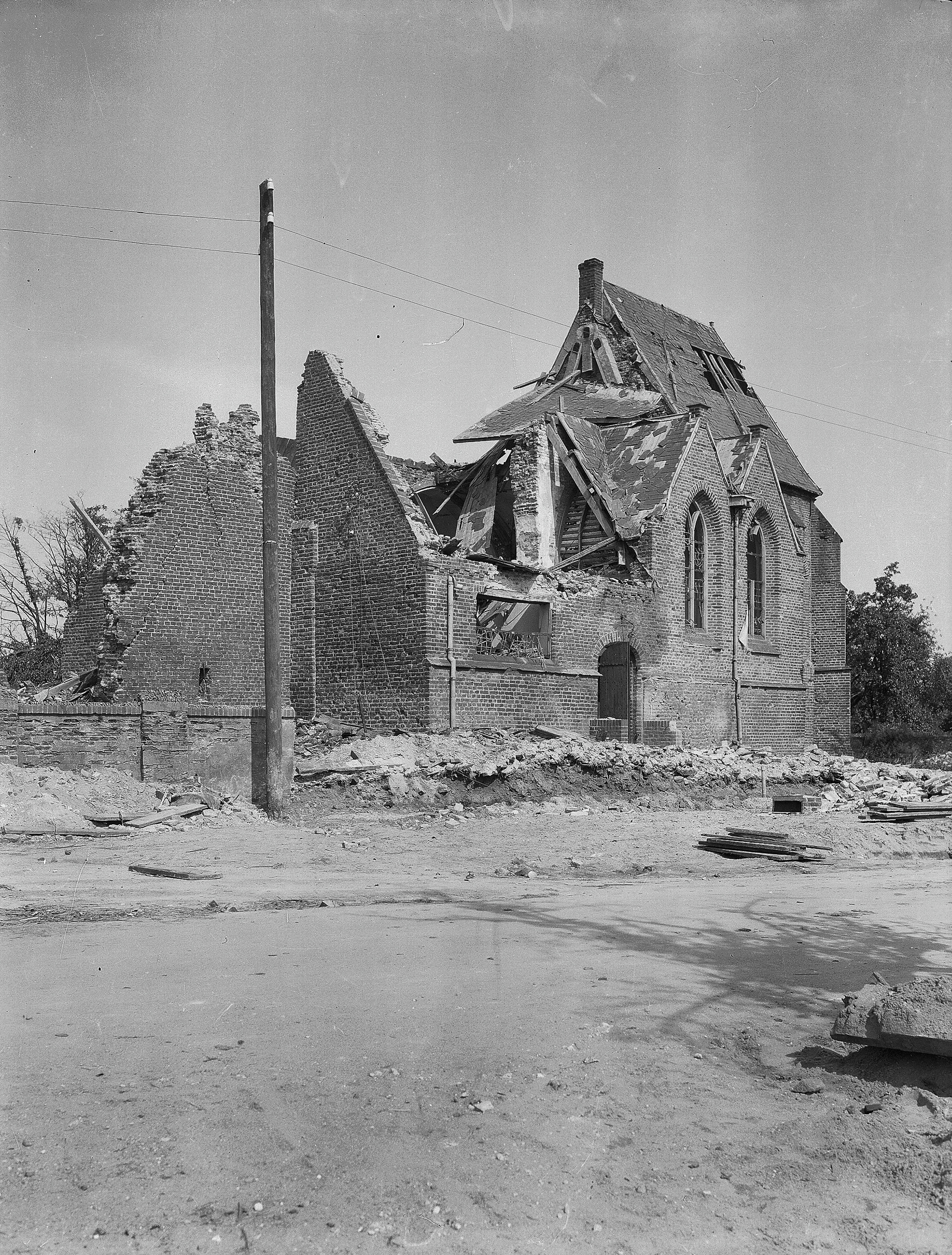
De kerk van Randwijk na de strijd

Nadat Operatie Market-Garden officieel was geëindigd, lagen de troepen van de 43e (Wessex) Infanteriedivisie verspreid in de Betuwe. Langs de zuidelijke oever van de Rijn, van oostelijk van Driel tot oostelijk van Randwijk, lag de Britse 130e Infanteriebrigade. Een dun verdedigingsscherm werd gevormd van Randwijk, westelijk van Zetten langs, tot aan de Waal. Dit scherm was opgezet door het 43e Reconnaissance (Recce) Regiment (=Regiment Verkenners), versterkt met 12 KRRC (het motorbataljon van de 8e Pantserbrigade, officiële naam 12th (Queen's Westminsters) Battalion, King's Royal Rifle Corps) en Sexton gemechaniseerde kanonnen van de 511e Batterij van de Essex Yeomanry.
Intussen kwamen veel Duitse troepen vrij. Generalmajor Hans von Tettau, de commandant van Kampfgruppe von Tettau, plande om een Kampfgruppe ter grootte van een bataljon over te zetten naar zuidelijke Rijnoever, ter hoogte van Randwijk. De beschikbare eenheden waren een SS pantsergrenadiercompagnie en drie Volksgrenadiercompagniën van Sicherungs-Regiment 26.
In de nacht van 26 op 27 september 1944 werden de Duitse troepen over de Rijn gezet en vormden snel een stevig bruggenhoofd. De weinige verkenningstroepen van 43 Recce konden geen echte weerstand bieden en de Kampfgruppe bezette daarop nog in de nacht Randwijk.
Omdat hierdoor de linkerflank van de 130e Infanteriebrigade bedreigd werd, werd al om 08.30 u een tegenaanval ingezet vanuit de richting Heteren richting Randwijk door de C Compagnie van het 7e Bataljon van The Hampshire Regiment (7 Hampshires), versterkt door een tankpeloton Shermans van de 13/18 Hussars (voluit 13th/18th Royal Hussars (Queen Mary's Own)). Deze aanval slaagde de Duitsers terug te dringen tot binnen Randwijk, maar door disorganisatie bedreigd, werd de compagnie een stukje teruggehaald en ging daar in stelling. De compagnie had 2 gesneuvelden, 24 gewonden en drie vermisten te betreuren.
Het was duidelijk dat er meer Brits troepen nodig waren om de Duitsers uit hun bruggenhoofd te verdrijven. De 214e Infanteriebrigade in reserve, beval om 12.30 u het 7e Bataljon van The Somerset Light Infantry (7 Somersets), onder bevel van lieutnant-colonel Hugh Alastair Borradaile, in actie te komen. Twee compagnieën, A en C, versterkt met Shermans van 4/7 DG (voluit 4th/7th Royal Dragoon Guards), verzamelden zich langs de Linge bij Zetten. Om 15.30 u werd de aanval ingezet. C Compagnie trok op via de Hemmense straat en A Compagnie trok richting Indoornik. Tijdens deze opmars vielen naar schatting 15-20 Duitse vliegtuigen de Britse troepen aan. De Shermans trokken niet mee, maar bleven ten zuiden van de Linge en gaven vuursteun. Daarna kwamen de Britten onder stevig mitrailleurvuur te liggen. Gelukkig was er sterke vuursteun van de artilleie van het 179e Field Regiment. A Compagnie creëerde een rondomverdediging zo’n 200 meter ten zuiden van Randwijk. C Compagnie was rond 20.30 u nog honderden meters verwijderd van de dijk. De compagniescommandant kreeg van Borradaile orders om nog diezelfde nacht de veerstoep onder controle te brengen. Dit lukte, dankzij een artilleriebarrage van de divisieartillerie. Tegen de ochtend van 28 september had de C Compagnie de dijk en de veerstoep onder controle/onder vuur.
A Compagnie ondernam om 06.00 u een aanval Randwijk in, sterk ondersteund door de divisieartillerie. Ook de C Compagnie 7 Hampshires voegde zich erbij. Hierop werden de Duitse troepen verjaagd en die verloren daarbij alleen al 150 man aan krijgsgevangenen. De resterende Duitse troepen werden daarop teruggehaald naar de noordelijke oever.
Randwijk en omgeving was weer in Britse handen en het Duitse bruggenhoofd was geëlimineerd. Wel werd de volgende dag, 29 september 1944, de bevolking van Randwijk geëvacueerd (meest naar Brabant).

## De Korevaar

### Bruggenhoofd

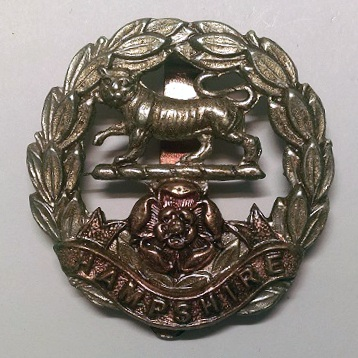
Hampshire’s cap badge

Nadat de Britse luchtlandingstroepen eind september 1944 van de noordelijke Rijnoever verjaagd waren, kwamen en relatief veel Duitse troepen beschikbaar voor andere taken. Het hoofdoffensief zou begin oktober 1944 worden ingezet door het II SS Pantserkorps. Maar Generalfeldmarschall Walter Model gaf ook orders om afleidingsaanvallen in te zetten. Eén daarvan was het vormen van een bruggenhoofd op de zuidelijk Rijnoever ter hoogte van Doorwerth. De Kampfgruppe von Tettau stelde hiervoor delen van een bataljon van de SS-Unterfuhrerschule Arnheim ter beschikking onder SS-Hauptsturmführer Heinrich Oelkers, waaraan waren toegevoegd een compagnie van de Reichsarbeitsdienst, een compagnie van de Kriegsmarine, een compagnie van Fliegerhorst Battalion 3 en de 3e Compagnie van het Fallschirm Ersatz- und Ausbildungs-Regiment Hermann Göring. Op 1 oktober, om 06.00 uur, begon de oversteek, maar er waren maar 4 boten beschikbaar, dus dit ging langzaam en met flinke verliezen. Aan de zuidzijde lagen Britse militairen van de B Compagnie van het 7e Bataljon, The Hampshire Regiment (kortweg 7 Hampshires). Dit Bataljon stond onder bevel van lieutnant-colonel Dennis Talbot. De Duitsers werden de gehele dag vastgepind in de modder langs de oevers van de Rijn. Onder dekking van de duisternis viel Oelkers aan en veroverde verrassenderwijs in een sprong van 250 meter de steenfabriek de Korevaar. Dit was een goede zet, want rondom de steenfabriek lag 500 meter open, drassig terrein. Bij ochtendgloren op 2 oktober vielen de Hampshires aan, met C Compagnie en een peloton van A Compagnie. Tevergeefs. De Duitsers bleven voortdurend kleine versterkingseenheden overzetten. Die nacht viel A Compagnie nogmaals aan, maar moest de aanval afbreken wegens slecht zicht door mist en de volgende ochtend mislukte ook de volgende aanval. De Britten beperkten zich nu tot het met mortieren en artillerie beschieten van de steenfabriek, waarbij de Duitsers voortdurend verliezen leden. Op 4 oktober werden de Hampshires afgelost door het 2e bataljon, 502e Parachutisteninfanterieregiment van de Amerikaanse 101e Luchtlandingsdivisie. 
Aangezien de offensieven van het II SS Pantserkorps in de Oost-Betuwe en van de 363e Volksgrenadierdivisie rond Opheusden beide vastgelopen waren, had het bruggenhoofd van Oelkers nog weinig toegevoegde waarde. Op 10 oktober werden de laatste Duitse troepen van Oelkers Kampfgruppe naar de noordelijke oever teruggebracht. Hij had ongeveer 100 man verloren. 
De verliezen van de Hampshires in deze vier dagen waren 10 gesneuvelden, 72 gewonden en 17 vermisten en totaal verloor dit bataljon van 23 september tot 4 oktober rond Randwijk en Driel 166 man, waarvan 42 gesneuvelden en 124 gewonden. Tijdens de gevechten om de Korevaar waren er verschillende voorbeelden van persoonlijke dapperheid bij de Britten en zeker drie Military Medals en een Military Cross (aan Major Gordon Viner, commandant van A Compagnie) werden uitgereikt.

### Monument

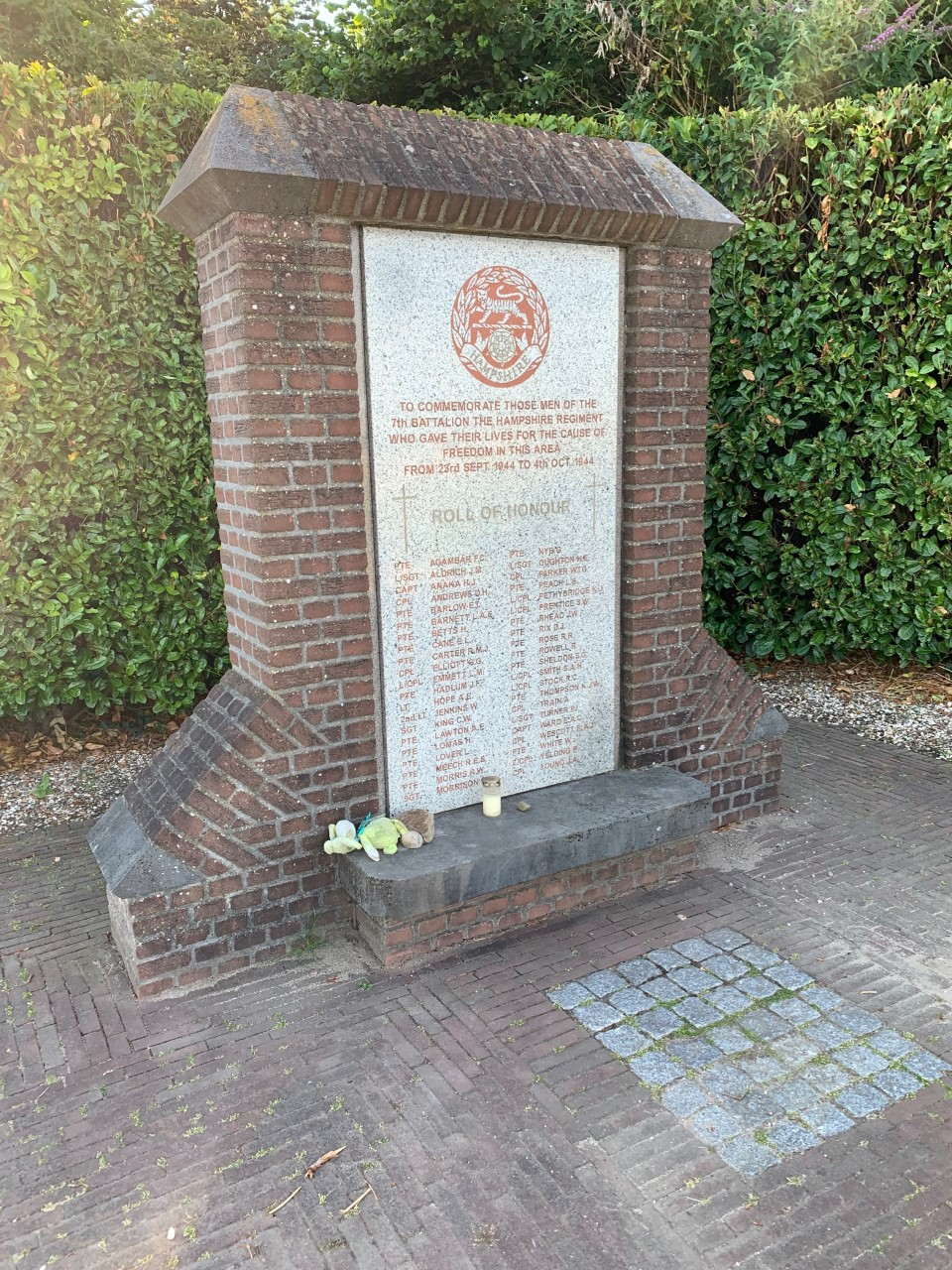
Het monument in 2022

In Driel is op 4 mei 1988 een monument onthuld voor het 7e bataljon van het Royal Hampshire Regiment. Op de gedenkplaat is het embleem dit bataljon aangebracht, met de tekst:
‘TO COMMEMORATE THOSE MEN OF THE

7TH BATTALION THE HAMPSHIRE REGIMENT
 
WHO GAVE THEIR LIVES FOR THE CAUSE OF
 
FREEDOM IN THIS AREA
 
FROM 23RD SEPT. 1944 TO 4TH OCT. 1944′